# XLIV Esposizione internazionale d'arte di Venezia
La 44ª Biennale Internazionale d'Arte di Venezia ebbe luogo dal 27 giugno al 30 settembre del 1990.

## Presidente
Gian Luigi Rondi

## Curatore
Giovanni Carandente

## Artisti partecipanti
- Eric Andersen
- Giovanni Anselmo
- Arman
- Armando
- Frank Badur
- Nanni Balestrini
- Giacomo Balla
- Frida Baranek
- Per Barclay
- Gianfranco Baruchello
- Jean Bazaine
- Bernd e Hilla Becher
- Joseph Beuys
- Guillaume Bijl
- Roger Bissiere
- Alighiero Boetti
- Pierre Bonnard
- Georges Braque
- Marcel Broodthaers
- Daniel Buren,
- Sylvano Bussotti
- William S. Burroughs
- George Brecht
- John Cage
- César
- Marc Chagall
- Giuseppe Chiari
- Eduardo Chillida
- Henning Christiansen
- Christo
- Leo Copers
- Philip Corner
- Dadamaino
- Wim Delvoye
- Stan Douglas
- Jean Dubuffet
- Marcel Duchamp
- Raoul Dufy
- Öyvind Fahlström
- Laszlo Feher
- Robert Filliou
- Alberto Garutti
- Alberto Giacometti
- Brion Gysin
- Hans Hartung
- Raoul Hausmann
- Dick Higgins
- Hi Red Center
- Jenny Holzer
- Anish Kapoor
- Raoul de Keyser
- Yves Klein
- Milan Knizak
- Arthur Köpcke
- Jirí Kolár
- Jeff Koons
- Shigeko Kubota
- Fernand Léger
- Markus Lüpertz
- David Mach
- René Magritte
- Alfred Manessier
- Piero Manzoni
- Nicola de Maria
- Henri Matisse
- La Monte Young
- François Morellet
- Reinhard Mucha
- Maurizio Nannucci
- Achille Bonito Oliva
- Yōko Ono
- Robin Page
- Nam June Paik
- Panamarenko
- Benjamin Patterson
- Antoine Pevsner
- Francis Picabia
- Serge Poliakoff
- Julio Pacheco Rivas
- Dieter Roth
- Takako Saito
- Eric Satie
- Mario Schifano
- Rob Scholte
- Jana Sterbak
- Ernesto Tatafiore
- Jean Tinguely
- Tristan Tzara
- Emilio Vedova
- Jan Vercruysse
- Michel Verjux
- Wolf Vostell
- Robert Watts
- Franz West
- Marian Zazeela